# Dymorfizm
Dymorfizm (gr. dimorphos: dwupostaciowy) – występowanie w obrębie jednego gatunku zwierząt lub roślin dwóch różnych form, odmiennych pod względem wyglądu, budowy i fizjologii.
Rodzaje dymorfizmu:
- dymorfizm ekologiczny
- dymorfizm funkcjonalny
- dymorfizm następczy
- dymorfizm płciowy
- dymorfizm sezonowy